# Vööla meri
Vööla meri (ook wel Võõla meri of Vööle meri, Zweeds Bysholmsvike) is een Estlands meer, gelegen op het grondgebied van het dorp Kudani in de gemeente Lääne-Nigula, provincie Läänemaa. Het meer is vernoemd naar het dorp Vööle (Zweeds en Duits: Bysholm), dat op de westelijke oever van het meer lag. Het dorp is in 1977 opgedeeld tussen Hara en Kudani. De oostelijke oever van het meer ligt voor een deel op het grondgebied van Hara.
Het meer ligt in het natuurreservaat Silma looduskaitseala.

## Geografie
Het ondiepe meer (het diepste punt is 1 meter) bestaat uit twee delen, een noordelijk en een zuidelijk deel. Het noordelijk deel is door een kanaal, het Vööla kanal, verbonden met de Baai van Hara, een onderdeel van de Oostzee. Het kanaal is een kilometer lang.
Hoewel de bodem bestaat uit een dunne laag modder, is het water helder.

## Geschiedenis
Het meer is een restant van de zeestraat Silmeni väin, die tot in het begin van de 20e eeuw het eiland Noarootsi van het vasteland scheidde. Het eiland is nu het schiereiland Noarootsi. Tot in 2017 was dat het zuidwestelijk deel van de gelijknamige gemeente. Ook de zuidelijker gelegen meren Sutlepa meri en Saaremõisa laht zijn restanten van de zeestraat. De oorzaak van het gedeeltelijke droogvallen van de zeestraat was de stijging van de bodem. Nog altijd stijgt de bodem in dit deel van Estland met 2 à 3 mm per jaar.
Vanaf het begin van de 20e eeuw was Vööla meri een uitloper van de Baai van Hara. Vandaar dat het meer Vööla meri (‘Vöölazee’) heet, en niet Vööla järv (‘Vöölameer’). Tijdens de Sovjetbezetting werd een dam aangelegd tussen de zee en het huidige meer. Wel bleef het meer door duikers verbonden met de zee. Dankzij de bodemdaling en later doordat de duikers niet voldoende water doorlieten, werd het meer steeds kleiner en verslechterde de waterkwaliteit. Tussen 1900 en 2003 nam de oppervlakte van het meer met 55% af.
In 2011 werden de duikers vervangen door een kanaal, het Vööla kanal, Het verkeer kreeg een vaste brug. Het project had een gunstige invloed op de waterkwaliteit. Ook een dam tussen het noordelijke en het zuidelijke deel van het meer werd verwijderd.

## Flora en fauna
Het meer bevat vrij veel draadwier. Op de bodem groeit ruw kransblad, chara tomentosa en groot nimfkruid. De oevers van het meer bestaan uit uitgebreide rietvelden.
Maar een klein aantal vissoorten is permanent in het meer aanwezig. Voor vele soorten, waaronder driedoornige stekelbaars, scardinius, alburnus, perca, blankvoorn en snoek, is het meer echter een gebied waar zij paaien. Het meer is dus belangrijk voor de visstand.